# Purba Champaran (huyện)
Huyện Purba Champaran là một huyện thuộc bang Bihar, Ấn Độ. Thủ phủ huyện Purba Champaran đóng ở Motihari. Huyện Purba Champaran có diện tích 3969 ki lô mét vuông. Đến thời điểm năm 2001, huyện Purba Champaran có dân số 3933636 người.